# Tyler Magner
Pour les articles homonymes, voir Magner.
Tyler "Ty" Magner (né le 3 mai 1991 à Griffin dans l'État de Géorgie) est un coureur cycliste américain.

## Biographie
Tyler Magner a épousé la cycliste Alexis Ryan en décembre 2023. 
Au mois d'août 2017 il remporte la première étape du Tour de l'Utah.

## Palmarès et résultats

### Palmarès par année
- 2011
  - Dothan Cityfest Criterium
- 2012
  -  Champion des États-Unis du critérium espoirs[2]
  - Tour des Bahamas :
    - Classement général
    - 1re étape (contre-la-montre)

  - Kennett Square Criterium
  - Hanes Park Classic
  - Litespeed BMW Twilight Criterium
  - 6e étape du Tour de Chine I
- 2013
  - Rouge Roubaix XV
  - 4e étape de la Cascade Classic
  - 2e du championnat des États-Unis du contre-la-montre espoirs
  - 3e du championnat des États-Unis sur route espoirs
- 2014
  - SoCal Cup Bicycle Race[3]
  - 3e étape de la Sea Otter Classic
  - 2e de l'Athens Twilight Criterium
- 2015
  - Sunny King Criterium
  - 4e étape de la Cascade Classic
  - 2e du championnat des États-Unis du critérium
  - 2e du Dana Point Grand Prix
- 2016
  - Pro Road Tour
  - Crystal Cup
  - Clarendon Cup
  - Tour of America's Dairyland :
    - Classement général
    - 9e étape

  - ASWB Twilight Criterium[4]
  - 8e étape de l'Intelligentsia Cup
  - Littleton Twilight Criterium[5]
  - 1re étape du Chris Thater Memorial Criterium
  - 2e étape de la Gateway Cup
  - 2e de la Gateway Cup
- 2017
  - 1re et 2e (contre-la-montre) étapes du Tour of Southern Highlands
  - Winston Salem Classic Criterium
  - Crystal Cup
  - 1re étape du Tour de l'Utah
  - 2e de l'Athens Twilight Criterium
  - 3e du championnat des États-Unis du critérium
  - 3e du Gastown Grand Prix
- 2018
  -  Champion des États-Unis du critérium
  - 2e étape du Tour of Southern Highlands
  - Gateway Cup :
    - Classement général
    - 1re, 2e et 3e étapes
- 2019
  - 1re étape du Tour de Beauce
- 2021
  - Intelligentsia Cup :
    - Classement général
    - 3e, 5e, 6e, 7e et 8e étapes

  - 2e de la Gateway Cup
- 2022
  - Walterboro Criterium
  - Crystal Cup
  - 1re étape du Tulsa Tough
  - Bailey & Glasser Twilight Criterium
  - Salt Lake Criterium
  - 9e étape de l'Intelligentsia Cup
  - 2e de l'Athens Twilight Criterium
  - 3e du Sunny King Criterium
- 2023
  - Bailey & Glasser Twilight Criterium
  - 3e et 7e étapes de l'Intelligentsia Cup
  - 3e du Sunny King Criterium
  - 3e du Gastown Grand Prix

### Classements mondiaux
| Année                                 | 2012 | 2013 | 2014 | 2015 | 2016 | 2017 | 2018  | 2019  |
| ------------------------------------- | ---- | ---- | ---- | ---- | ---- | ---- | ----- | ----- |
| Classement mondial                    |      |      |      |      | nc   | 970e | 1509e | 1043e |
| UCI Asia Tour                         | 107e | nc   | nc   | nc   | nc   | nc   | 629e  |       |
| UCI America Tour                      | 393e | 161e | 113e | 138e | nc   | 60e  | 164e  | 131e  |
| UCI Africa Tour                       | 156e | nc   | nc   | nc   | nc   | nc   | nc    |       |
|                                       |      |      |      |      |      |      |       |       |
| Légende : nc = non classéSource : UCI |      |      |      |      |      |      |       |       |